# 샬로텐룬궁

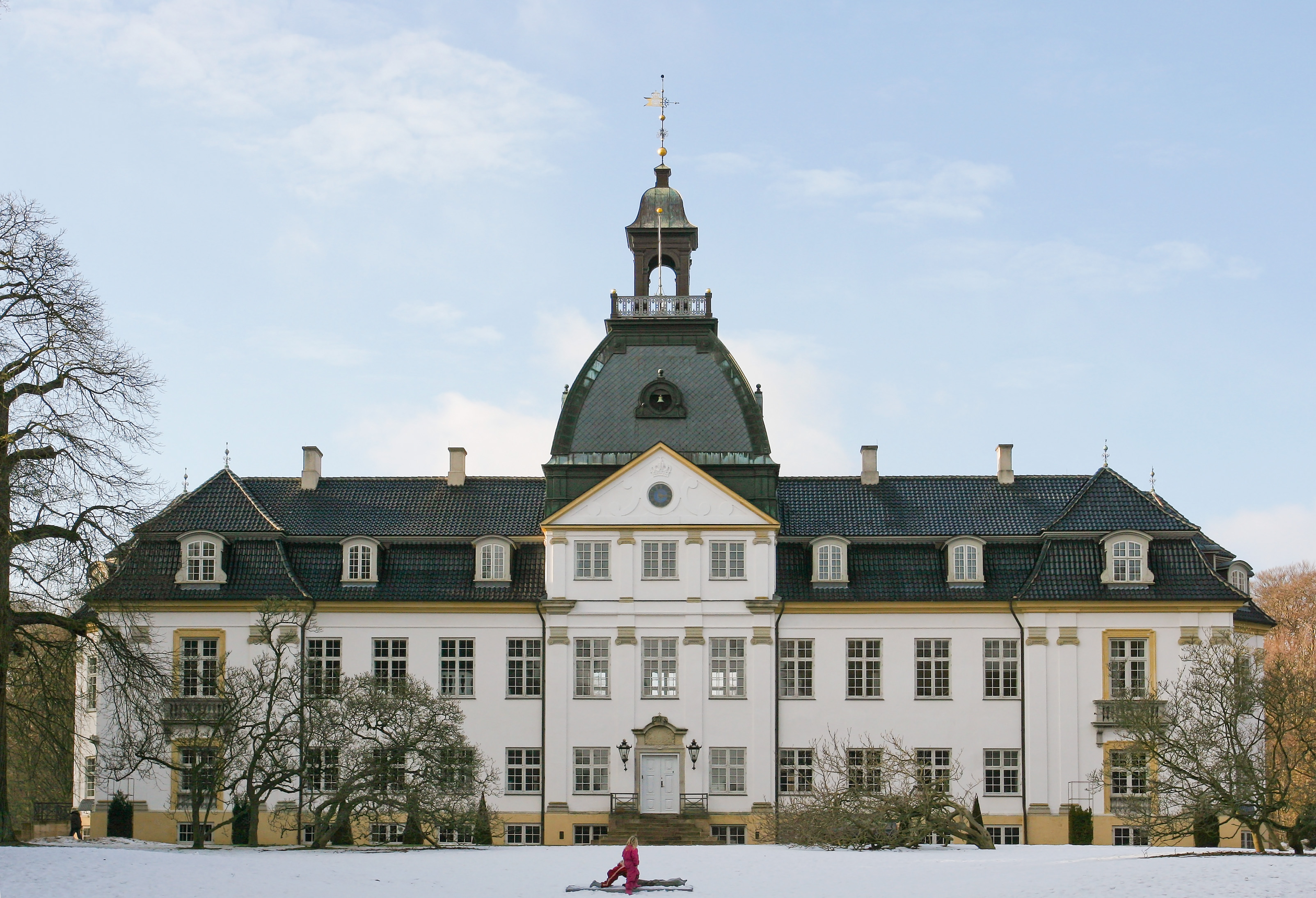
샬로텐룬 궁전

샬로텐룬 궁전(Charlottenlund Palace)은 덴마크 코펜하겐의 샬로텐룬에 위치한 궁전이다.

## 같이 보기
- 샬로텐룬